# Episodi di Les Mystères de l'amour (quattordicesima stagione)
La quattordicesima stagione della serie televisiva Les Mystères de l'amour è andata in onda in Francia dal 27 novembre 2016 al 29 aprile 2017 sul canale Telemontecarlo.
In Italia è inedita.
| nº | Titolo originale                | Titolo italiano | Prima TV Francia | Prima TV Italia |
| -- | ------------------------------- | --------------- | ---------------- | --------------- |
| 1  | Une sublime journée             |                 | 27 novembre 2016 |                 |
| 2  | Tests en série                  |                 | 3 dicembre 2016  |                 |
| 3  | Homicide projeté                |                 | 4 dicembre 2016  |                 |
| 4  | Projets communs                 |                 | 10 dicembre 2016 |                 |
| 5  | Arrivée à Love Island           |                 | 11 dicembre 2016 |                 |
| 6  | Dangers sur Love Island         |                 | 11 dicembre 2016 |                 |
| 7  | Mariages et retrouvailles       |                 | 11 dicembre 2016 |                 |
| 8  | Le braquage du siècle           |                 | 8 gennaio 2017   |                 |
| 9  | Délivrances                     |                 | 15 gennaio 2017  |                 |
| 10 | Paires et mères                 |                 | 22 gennaio 2017  |                 |
| 11 | Pères experts                   |                 | 29 gennaio 2017  |                 |
| 12 | Histoires de filles             |                 | 5 febbraio 2017  |                 |
| 13 | Secrets dévoilés                |                 | 12 febbraio 2017 |                 |
| 14 | Lorsque maman paraît            |                 | 19 febbraio 2017 |                 |
| 15 | Un scoop mortel                 |                 | 26 febbraio 2017 |                 |
| 16 | Grandes nouvelles               |                 | 5 marzo 2017     |                 |
| 17 | Vengeances                      |                 | 12 marzo 2017    |                 |
| 18 | Infidélités coupables           |                 | 19 marzo 2017    |                 |
| 19 | Étonnantes révélations          |                 | 26 marzo 2017    |                 |
| 20 | Pièges et rencontre             |                 | 2 aprile 2017    |                 |
| 21 | Meurtres sur commande           |                 | 9 aprile 2017    |                 |
| 22 | Petit meurtre et gros mensonges |                 | 15 aprile 2017   |                 |
| 23 | Horrible découverte             |                 | 16 aprile 2017   |                 |
| 24 | Sur deux tableaux               |                 | 22 aprile 2017   |                 |
| 25 | Danger de mort                  |                 | 23 aprile 2017   |                 |
| 26 | Armes, larmes et alarmes        |                 | 29 aprile 2017   |                 |